# NGC 3602
NGC 3602 é uma galáxia espiral (Sb) localizada na direcção da constelação de Leo. Possui uma declinação de +17° 24' 58" e uma ascensão recta de 11 horas, 15 minutos e 48,3 segundos.
A galáxia NGC 3602 foi descoberta em 4 de Março de 1865 por Albert Marth.